# Bărcănești (Prahova)
Pour les articles homonymes, voir Bărcănești.
Bărcănești est une commune roumaine du județ de Prahova, dans la région historique de Valachie et dans la région de développement du Sud.

## Géographie
La commune de Bărcănești est située dans le sud du județ, dans la plaine valaque, à 7 km au sud de Ploiești, le chef-lieu du județ, dont elle forme la banlieue sud, le long de la route vers Bucarest.
La municipalité est composée des cinq villages suivants (population en 1992) :
- Bărcănești (3 140), siège de la municipalité ;
- Ghighiu (759) ;
- Pușcași (428) ;
- Românești (1 918) ;
- Tătărani (3 026).

## Politique
| Parti | Parti                        | Sièges |
| ----- | ---------------------------- | ------ |
|       | Parti national libéral (PNL) | 9      |
|       | Parti social-démocrate (PSD) | 6      |

## Religions
En 2002, la composition religieuse de la commune était la suivante :
- Chrétiens orthodoxes, 97,09 % ;
- Chrétiens évangéliques, 1,68 % ;
- Adventistes du septième jour, 0,73 %.

## Démographie
En 2002, la commune comptait 9 228 Roumains (98,41 %) et 137 Tsiganes (1,46 %). On comptait à cette date 2 793 ménages.
| 1992  | 2002  | 2007  |
| ----- | ----- | ----- |
| 9 271 | 9 377 | 9 464 |

## Économie
L'économie de la commune repose sur l'agriculture (cultures maraîchères, céréales, tournesol, colza). De nombreux habitants travaillent dans la grande ville toute proche.

## Communications

### Routes
Bărcănești est située sur la route nationale DN1 (Route européenne 60), à la sortie de Ploiești vers Bucarest. C'est à Bărcănești que commence le contournement ouest de Ploiești par la route nationale DN1A. La nouvelle autoroute Ploiești-Bucarest est en construction sur la commune.

## Lieux et monuments
- Monastère de Ghighiu du XIXe siècle.
- Manoir Branciveanu Mavrocordat du XVIIIe siècle.